# Catorhintha mendica
Catorhintha mendica är en insektsart som beskrevs av Carl Stål 1870. Catorhintha mendica ingår i släktet Catorhintha och familjen bredkantskinnbaggar. Inga underarter finns listade i Catalogue of Life.